# Neocudoniella
Neocudoniella is een geslacht van schimmels behorend tot de familie Bryoglossaceae. De typesoort is Neocudoniella jezoensis.

## Soorten
Volgens Index Fungorum telt het geslacht drie soorten (peildatum februari 2022):
| Soortnaam               | Auteur(s)                     | Publicatiejaar |
| ----------------------- | ----------------------------- | -------------- |
| Neocudoniella albiceps  | (Peck) Korf                   | 1971           |
| Neocudoniella jezoensis | (S. Imai) S. Imai             | 1941           |
| Neocudoniella radicella | L.M. Kohn, Summerb. & Malloch | 1986           |